# Art of Fighters
Pour les articles homonymes, voir AOF.
Art of Fighters, également abrégé AoF, est un groupe italien de mainstream hardcore, originaire de Brescia. Depuis 2008, le groupe se compose de Cristian Nardelli et Luca Lorini. En tant que trio, avec Matteo Pitossi, le groupe débute avec son premier EP, intitulé The Beat Can't Change en 2000 et réussit à percer en 2001 avec le morceau Artwork et plus tard en 2002 avec Earthquake. 
Cristian et Luca forment un groupe parallèle, Meccano Twins, en 2003, dans l'objectif de mêler mainstream hardcore et darkcore. Après avoir découvert leur compatriote et compositeur Josè Sendra, ce dernier devient l'unique détenteur du nom Meccano Twins dans les années 2010.
Depuis les années 2010, Art of Fighters effectue ses tournées en Europe, Asie, Amérique du Nord et Amérique du Sud,, et a joué dans les plus grands festivals d'electronic dance music tels que Defqon.1, Masters of Hardcore, Thunderdome, Dominator et Fantasia.

## Biographie

### Origines et débuts
Le groupe est formé en 1997 à Brescia, en Italie, et est initialement un trio composé de Cristian Nardelli, Luca Lorini et Matteo Pitossi. À l'origine, le groupe se nomme Armageddon. Sous ce nom, les membres, alors âgés de 16 ans, décident d'envoyer au duo The Stunned Guys, du label Traxtorm Records, une quinzaine de démos, toutes oscillant entre 200 et 400 BPM à l'exception de deux d'entre elles, qui sont à 150 BPM. Peu après, Maxx des Stunned Guys les contacte estimant que toutes ces démos sont « à mettre au rebus, à l'exception de celles à 150 BPM », et qu'ils doivent trouver un nouveau nom. Luca Lorini explique que le groupe « avait déjà » son « premier logo », et qu'il fallait trouver « un nouveau nom commençant par un « A ». » « Notre deuxième choix était « Art of Warriors », qui était déjà pris, donc on est passé de « Warriors » à « Fighters » et voilà ! Des années plus tard, je me suis rendu compte de l'importance de cette décision. On est devenu ce nom, et aujourd'hui plus que jamais, on se bat pour notre art, c'est-à-dire la musique et le message qu'on essaye de véhiculer dans le monde entier. »
Amateurs, les membres du groupe se lancent dans la production musicale dans le sous-sol de la maison appartenant aux parents de Luca, en n'utilisant rien d'autre qu'un ordinateur Pentium et FastTracker 2. Ils produisent un premier EP, intitulé The Beat Can't Change en 2000,. Par la suite, ils réussissent à percer avec le morceau Artwork en 2001, issu de l'EP homonyme publié par Traxtorm Records en Italie la même année, plus tard réédité chez Hard Traxx (filiale de Tempo Music) en Espagne en 2002. Entretemps, leurs débuts sur scène se font au B2B en Suisse, où les membres portent des masques de hockey et des blouses blanches à la suggestion de leur collègue DJ Tetta. « On a adoré l'idée et on a continué à les utiliser », explique Luca. « Après quelques mois, on a décidé de personnaliser un peu les masques (voilà pourquoi le design est différent pour chacun d'entre nous) et vers 2006, on a engagé quelqu'un pour fabriquer les masques qu'on utilise actuellement, qui sont fabriqués à partir du moule original du film Vendredi 13). »

### Succès
Durant l'année 2002, le groupe arrête la production sur FastTracker 2 et achète du nouveau matériel de production ; c'est à ce moment que le morceau Earthquake, avec lequel ils obtiennent leur premier succès, est composé et publié. Les AoF se popularisent grâce à leurs virées dans des boites de nuits à travers l'Europe telles que Hardcore Nation (Italie), Resurreqtion (Pays-Bas), Hardcore Gladiators (Allemagne), Street Parade (Suisse), Masters of Hardcore (Italie), Evolution (Suisse), SummerRave (Espagne), Rave The Universe (Italie), Death Experience (Autriche), Goliath (Suisse), Navigator (Pays-Bas), et Hard Halloween (Espagne),. En 2003, Traxtorm Records publie leur EP I Became Hardcore, en collaboration avec Nico e Tetta.
En 2006 sort l'EP Revenge comprend un remix du morceau I Became Hardcore par Angerfist. Plus tard, le groupe apparaît dans le CD/DVD Project Hardcore.NL 2008, publié en 2008, bien accueilli sur Partyflock avec une note de 85/100.

### A New Todayet suites
En 2010, ils publient A New Today, un morceau orienté happy hardcore et chanté par Lilly Julian. Le morceau est un succès,. À cette occasion, ils tournent un clip vidéo publié sur la chaîne YouTube d'Endymion. En 2011, le groupe compose le thème officiel de Dominator intitulé Nirvana of Noise,. Le 27 janvier 2012, ils publient le thème officiel de Thunderdome 2011 sous le titre Toxic Hotel, dont l'événement homonyme s'est déroulé en décembre 2011. En mars 2013, AoF sort Tears of Blood, dont les paroles reprennent — approximativement — les termes du premier discours de Winston Churchill à la Chambre des communes en tant que Premier ministre, le 13 mai 1940, Du sang, du labeur, des larmes et de la sueur.
Art of Fighters est invité à la première édition de l'Impact Festival, le samedi 26 novembre 2016, à Marseille. Le groupe est annoncé les 22 et 24 septembre 2017 au Festival Dream Nation, aux côtés notamment de Miss K8 et Doctor P.

## Meccano Twins
Meccano Twins est formé en 2003 sous l'impulsion de Cristian Nardelli et Luca Lorini, qui souhaitaient mêler mainstream hardcore et darkcore. Ils sortent leur premier vinyle, Sinapse, la même année. En 2005, le groupe dirige la partie artistique du TRSE Records (Traxtorm Records Sinful Edition), sous-label de Traxtorm Records. En 2007, le groupe sort un album intitulé Art of Fighters Also Introducing Meccano Twins qui comprend des morceaux notoires tels que Redemption, The Thousand Faces Conspiracy, Party Starter (avec DJ Mad Dog), Let’s Get It On (avec Endymion) et Eternal (avec The Stunned Guys) ; l'album est bien accueilli sur Partyflock avec une note de 89/100.
En 2010, Cristian et Luca découvrent Josè Sendra, qui produit sous le pseudonyme Hardrebel, et qui devient quelques mois plus tard membre officiel, et acteur principal, des Meccano Twins. Josè Sendra devient par la suite l'unique détenteur du nom Meccano Twins pour ses futures sorties et performances. En 2014, Meccano Twins fonde le label Brutale avec le groupe The Sickest Squad. Il joue à la fin février 2016 aux États-Unis pendant la tournée Trauma Harder Styles Tour.

## Discographie

### Albums studio
- 2007 : Art of Fighters (Traxtorm Records)

### EP et singles
- 1999 : The Beat Can't Change (Traxtorm Records)
- 2001 : Artwork (Traxtorm Records)
- 2001 : Shotgun (Traxtorm Records)
- 2002 : Earthquake (EP) (Traxtorm Records)
- 2002 : Pussy Lovers (EP) (Traxtorm Records)
- 2002 : Sin = Art (EP) (Traxtorm Records)
- 2003 : I Became Hardcore (avec Nico e Tetta) (EP) (Traxtorm Records)
- 2004 : Game Don't Stop (EP) (Traxtorm Records)
- 2005 : I'm Your Enemy (EP) (Traxtorm Records)
- 2006 : Follow Me (EP) (Traxtorm Records)
- 2006 : Revenge (EP) (Traxtorm Records)
- 2007 : Do or Die (feat. Nikkita) (EP) (Traxtorm Records)
- 2008 : Let's Get It On (EP) (Traxtorm Records)
- 2008 : Our Thing E.P. Part 3 (EP) (Traxtorm Records)
- 2008 : Art of Fighters Special Edition (EP) (Traxtorm Records)
- 2010 : A New Today / The Industry (EP) (Traxtorm Records)
- 2010 : Rock On (EP) (Traxtorm Records)
- 2010 : United By Hardness (Traxtorm Records)
- 2011 : God's Fury (EP) (Traxtorm Records)
- 2011 : Freaks (EP) (Traxtorm Records)
- 2011 : Nirvana of Noise (hymne officiel de Dominator) (single)
- 2012 : Toxic Hotel (Traxtorm Records)
- 2015 : Guardians of Unlost (Official E-Mission Festival Anthem 2015) (Traxtorm Records)
- 2019 : Art of Fighters feat. Nikkita – Last Resistance (Traxtorm Records)
- 2019 : Predator and Art of Fighters feat. Rob Gee – Shrapnel (Traxtorm Records)
- 2022 : Art of Fighters & Unexist – Keeping My Means the Meanest (NMK2)